# Szent László római katolikus magyar templom (New Brunswick, New Jersey)
A Szent László római katolikus magyar templom az Egyesült Államok New Jersey államában, New Brunswick városában áll. A templom 1981-től a Metucheni egyházmegye, azelőtt a Trentoni egyházmegye temploma. 
A városban először az 1880-as népszámlálás jegyez fel magyarokat. A századforduló idején számos magyar telepedett meg, főleg az iparnak köszönhetően – a Johnson & Johnson gyárnak és a szivargyárnak köszönhetően sokan találtak munkát. Az egyházközséget Szeneczey János atya alapította 1904. október 25-én, a templom építése 1905. október 4-én kezdődött, és 1906. július 4-én szentelték fel.
A templom a város magyar közösségének fontos kulturális központja.